# Szymon Mechliński
Szymon Mechliński (ur. 2 grudnia 1992) – polski śpiewak operowy (baryton).
Syn barytona Jerzego Mechlińskiego. Absolwent Wydziału Wokalno-Aktorskiego Akademii Muzycznej w Poznaniu (studia licencjackie z wyróżnieniem w klasie Jerzego Mechlińskiego; studia magisterskie w klasie Iwony Kowalkowskiej). Występował m.in. w Filharmonii Śląskiej w Katowicach, Operze Bałtyckiej w Gdańsku, Operze Śląskiej w Bytomiu, Operze Wrocławskiej, Teatrze Wielkim w Poznaniu, Opera de Lyon, Opera de Toulon, Theater Dortmund, Teatrze Wielkim – Operze Narodowej w Warszawie, Polskiej Operze Królewskiej, Fińskiej Operze Narodowej w Helsinkach, Teatro de la Maestranza w Sevilli, Holenderskiej Operze Narodowej w Amsterdamie, a także na Glydnenbourne Opera Festival. Laureat międzynarodowych konkursów wokalnych.

## Wybrane nagrody i wyróżnienia
- 2015: XVI Międzynarodowy Konkurs Sztuki Wokalnej im. Ady Sari – nagroda za najlepsze wykonanie utworu współczesnego[5]
- 2019: IV Międzynarodowy Konkurs Wokalistyki Operowej im. Adama Didura – III nagroda[6]
- 2022: XI Międzynarodowy Konkurs Wokalny im. Stanisława Moniuszki – II nagroda[7]